# Valence (Charente)

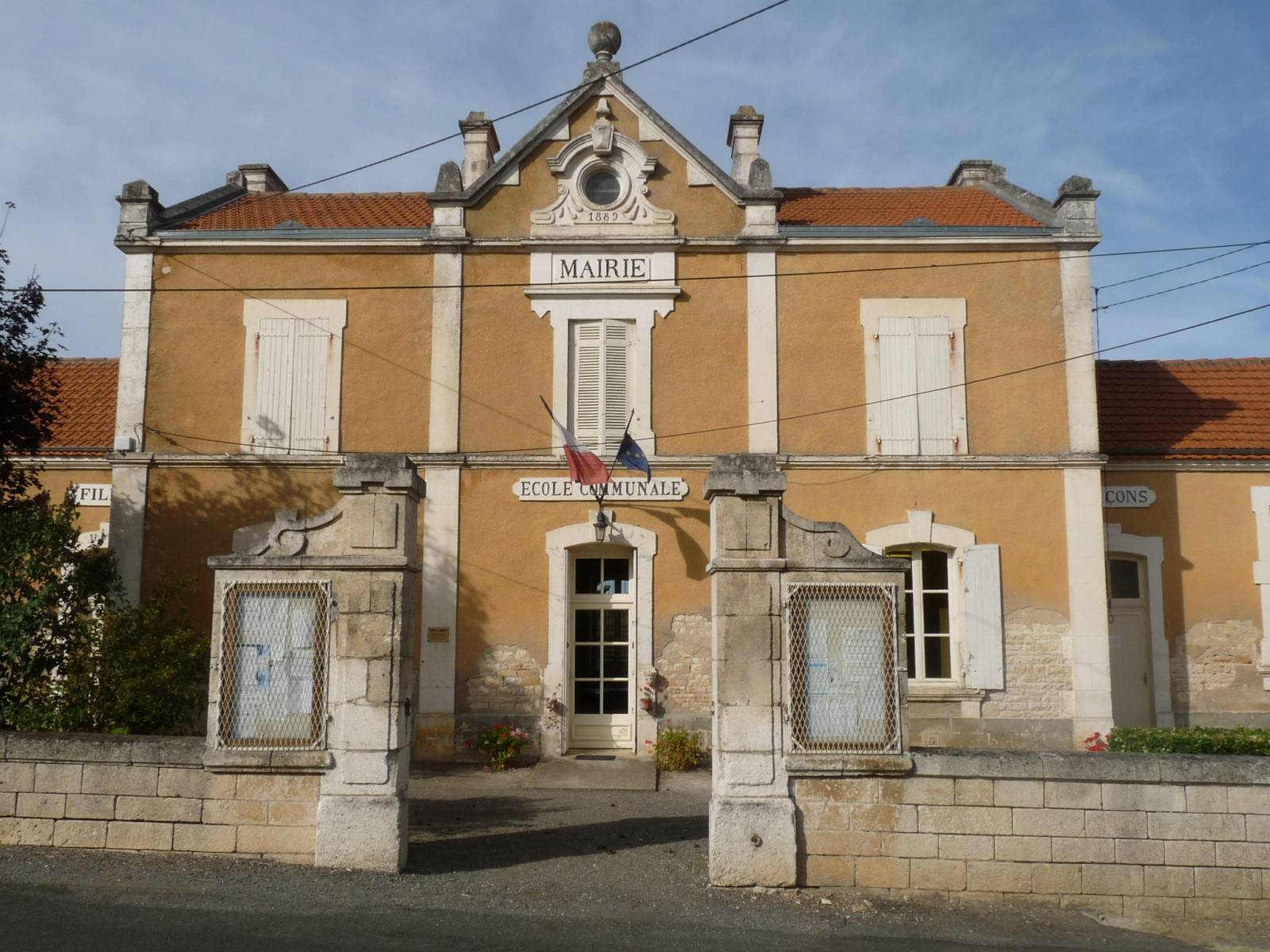
Gemeentehuis

Valence is een gemeente in het Franse departement Charente (regio Nouvelle-Aquitaine) en telt 240 inwoners (1999). De plaats maakt deel uit van het arrondissement Confolens.

## Geografie
De oppervlakte van Valence bedraagt 10,6 km², de bevolkingsdichtheid is 22,6 inwoners per km².
De onderstaande kaart toont de ligging van Valence (Charente) met de belangrijkste infrastructuur en aangrenzende gemeenten.

## Demografie
Onderstaande figuur toont het verloop van het inwonertal (bron: INSEE-tellingen).